# Coelotes hiratsukai
Coelotes hiratsukai är en spindelart som beskrevs av Arita 1976. Coelotes hiratsukai ingår i släktet Coelotes och familjen mörkerspindlar. Inga underarter finns listade i Catalogue of Life.